# Suzannah Bianco
Suzannah Bianco, nata Dyroen (San Jose, 15 maggio 1973), è un'ex sincronetta statunitense, vincitrice della medaglia d'oro olimpica a squadre a Atlanta 1996 e dell'oro iridato, sempre a squadre, a Roma 1994.

## Palmarès
- Giochi olimpici

Atlanta 1996: oro nella gara a squadre.
- Mondiali

Roma 1994: oro nella gara a squadre.